# 植村直己
植村直己（日语：うえむら なおみ，1941年2月12日—1984年2月13日？（未发现遗体具体日期不明）），日本男冒險家。

## 生平
1941年2月12日生於日本兵庫縣城崎郡國府村（現為日高町）上鄉。畢業於明治大學。他是第一個站上世界最高峰聖母峰的日本人，也是世界第一個成功攀登五大陸最高峰者。
植村挑戰完高山後，把目標轉向極地。為了橫越南極這終極目標，他先後完成了徒步縱走日本列島3000公里、格陵蘭3000公里的單獨雪橇之旅、北極圈12000公里的單獨雪橇之旅、世界最初的北極點雪橇單獨行，以及雪橇縱走格陵蘭、攀登嚴冬期的阿空加瓜山等。
1984年2月12日，植村直己成功挑戰冬季獨自登上北美最高峰、標高6168公尺的德納利山（（北阿薩巴斯卡語支、英語：Denali，/dᵻˈnɑːli/，直譯「高山」），1917年至2015年官方名稱為麥肯尼山（另譯作麥金利峰，英語：Mount McKinley））後，隔天在下山途中失聯，當地曾出動飛機尋找，於當月16日看到疑似植村的人在揮手，但由於天氣惡劣且視線不佳而未能成功救援。植村的母校明治大學登山社曾兩度組隊上山搜索，在山頂附近找到植村所插的日本國旗，以及過夜的營地所留下的物品，但仍找不到植村本人。以當時惡劣的天候，幾乎已確定植村的生還機率為零。同年4月19日被追授國民榮譽賞。

## 五大洲登頂紀錄
| 日期           | 山名         | 洲域     | 國境        | 海拔     | 年齡 | 備註       | 參考來源 |
| -------------- | ------------ | -------- | ----------- | -------- | ---- | ---------- | -------- |
| 1966年7月25日  | 白朗峰       | 歐洲     | 法國 義大利 | 4808公尺 | 25歲 |            | [ 2 ]    |
| 1966年10月16日 | 吉力馬札羅山 | 非洲     | 坦尚尼亞    | 5895公尺 | 25歲 | 從肯亞入山 | [ 2 ]    |
| 1968年2月3日   | 阿空加瓜山   | 拉丁美洲 | 智利        | 6961公尺 | 27歲 |            | [ 2 ]    |
| 1969年5月11日  | 珠穆朗瑪峰   | 亞洲     | 尼泊爾 中國 | 8848公尺 | 28歲 |            | [ 2 ]    |
| 1970年8月27日  | 德納利峰     | 北美洲   | 美國        | 6194公尺 | 29歲 |            | [ 2 ]    |

## 著作
- 《青春を山に賭けて》，台譯：《我把青春賭給山》，日文原版出版於1971年（30歲）。
- 《極北に駆ける》，台譯：《極北直驅》，原版出版於1974年（33歲）。

## 影響
中國人堯茂書後來受其啟發，開展了長江漂流，惜及後亦同樣遇難。

## 外部連結
- 植村直己官方网站 （页面存档备份，存于）
- 植村直己冒険館 （页面存档备份，存于）